# Shin Seung-ho
Shin Seung-ho (신승호?, Sin SŭnghoMR; Seongnam, 11 novembre 1995) è un attore sudcoreano.

## Biografia
A dieci anni ha iniziato a giocare a calcio, che ha praticato per undici anni fino al 2016, quando ha lasciato dopo un infortunio al ginocchio e la realizzazione che quella del calciatore non era più la strada per lui. Successivamente ha iniziato a lavorare come modello, sfilando alla Settimana della moda di Seul e al Seoul 365 Fashion Show; è inoltre arrivato alla fase finale dell'SBS Supermodel Selection Contest. Allo stesso tempo gli è stato consigliato di diventare un attore per sfruttare il suo tono di voce, pertanto si è iscritto a un'accademia di recitazione e si è unito a un'agenzia tramite audizione. Ha debuttato nella webserie adolescenziale del 2018 A-Teen, interpretando il protagonista maschile Nam Si-woo. Sono seguiti altri due ruoli come studente delle superiori nei teen drama Yeor-yeodeolb-ui sun-gan e Love Alarm (2019). Nel 2020 è stato scritturato nel suo primo film, Double Patty di Baek Seung-hwan, per cui ha anche inciso un brano di colonna sonora.
Si è fatto notare nel 2021 grazie al ruolo di Hwang Jang-soo, un sergente che maltratta senza sosta i suoi subordinati nella serie televisiva D.P., per cui è stato candidato ai Baeksang Arts Award come miglior nuovo attore. Durante le riprese di D.P. ha ricevuto la proposta di interpretare Go Won, un principe ereditario scontroso ma che nasconde anche un lato dolce, nel fantasy storico Alchemy of Souls. Il personaggio, inizialmente assente dalla sceneggiatura originale, è stato creato su misura per lui dal regista Park Joon-hwa e dalle sorelle Hong dopo averlo incontrato, e Shin l'ha descritto come il più vicino al suo carattere. Sempre nel 2022 ha recitato nei panni del leader di una gang di teppisti in Weak Hero, una serie adolescenziale d'azione tratta dall'omonimo webtoon, in cui ha lavorato nuovamente con il regista di D.P. Han Jun-hee. In un primo momento, Shin aveva dovuto rifiutare a malincuore la parte perché le riprese sarebbero coincise con quelle di Alchemy of Souls, ma alla fine sono riusciti ad accordarsi per averlo come comparsa speciale, e nonostante sia apparso solo brevemente nella serie, ha ricevuto recensioni positive per aver dato vita a un personaggio tridimensionale. A fine anno ha ripreso il ruolo di Go Won nella seconda stagione di Alchemy of Souls ed è stato scritturato per il suo secondo lungometraggio, Pilot, in cui ha interpretato un giovane pilota di aerei sottoposto di Jo Jung-suk. Nel 2023 ha siglato contratti per altri due film, la pellicola d'azione Sin-illyu jeonjaeng: Buhwalnam, tratta da un webtoon, e il thriller del mistero Only God Knows Everything.
Nel 2024 è entrato nel cast del film Jeonjijeok dokja sijeom e del varietà Handsome Guys; ha inoltre iniziato a girare il lungometraggio Audition 109, remake dell'omonimo film del 2009. Nell'aprile 2025 è stato scritturato per la serie televisiva Naebujadeul.

## Vita privata
È stato esentato dal servizio militare obbligatorio a causa della rottura del legamento crociato anteriore sostenuta nel 2021, per cui si è sottoposto a chirurgia.

## Filmografia

### Cinema
- Double Patty (더블패티?), regia di Baek Seung-hwan (2021)
- Pilot (파일럿?), regia di Kim Han-gyul (2024)
- Jeonjijeok dokja sijeom (전지적 독자 시점?), regia di Kim Byung-woo (2025)

### Televisione
- A-Teen (에이틴?) – webserie, 30 episodi (2018-2019)
- Yeor-yeodeolb-ui sun-gan (열여덟의 순간?) – serie TV, 16 episodi (2019)
- Love Alarm (좋아하면 울리는?, Joh-ahamyeon ullineunLR) – serie TV, 5 episodi (2019)
- Gye-yak unjeong (계약우정?) – serie TV, 8 episodi (2020)
- O! Samgwang Villa! (오! 삼광빌라!?) – serie TV, episodio 1 (2020)
- Mabeob-eul geolda (마법을 걸다?) – serie TV, episodi 1, 13 (2021)
- D.P. (디피?) – serie TV, 7 episodi (2021-2023)
- Alchemy of Souls (환혼?) – serie TV, 29 episodi (2022-2023)
- Weak Hero (약한영웅?) – serie TV, 4 episodi (2022)
- Una pessima madre ideale (나쁜엄마?, Nappeun eommaLR) – serie TV, episodio 5 (2023)

## Doppiatori italiani
Nelle versioni in italiano delle sue opere, Shin Seung-ho è stato doppiato da:
- Ezio Vivolo in Love Alarm

## Riconoscimenti
- Baeksang Arts Award
  - 2022 – Candidatura Miglior nuovo attore televisivo per D.P.[13]
- Brand Customer Loyalty Award
  - 2023 – Astro nascente uomo per Alchemy of Souls[30]
- KBS Drama Award
  - 2020 – Candidatura Miglior attore in un drama in un unico atto/speciale/breve per Gye-yak unjeong[31]